# NGC 2565
NGC 2565 је спирална галаксија у сазвежђу Рак која се налази на NGC листи објеката дубоког неба.
Деклинација објекта је + 22° 1' 53" а ректасцензија 8h 19m 48,2s. Привидна величина (магнитуда) објекта NGC 2565 износи 12,6 а фотографска магнитуда 13,4. Налази се на удаљености од 52,213 милиона парсека од Сунца. NGC 2565 је још познат и под ознакама UGC 4334, MCG 4-20-26, MK 386, IRAS 08168+2211, CGCG 119-57, KUG 0816+221B, PGC 23362.